# Palatul H. Spayer

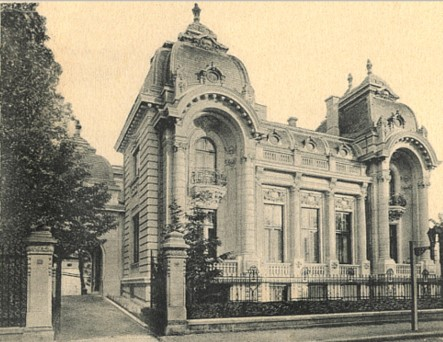
Palatul H. Spayer

Palatul H. Spayer este o clădire din București, sectorul 2, situată în strada Batiștei nr. 24A, vizavi de Înalta Curte de Casație și Justiție (fostă Curtea Supremă de Justiție). Imobilul mai este cunoscut și sub denumirea de Casa Marmorosch Blank fiind înscris pe lista monumentelor istorice reprezentative pentru patrimoniul cultural local, elaborată de Ministerul Culturii și Cultelor. Clădirea face parte din Ansamblul de arhitectură „Str. Batiștei”, delimitat de str. Batiștei , între str. Jean Louis Calderon și str. Vasile Lascăr cuprinzând imobile reprezentative pentru arhitectura din perioada sfârșitul secolului XIX și prima jumătate a secolului XX. În perioada interbelică, imaginea Palatului H. Spayer era una de referință pentru București, fotografia acestuia fiind imprimată pe cărți poștale, vederi ilustrate și ghiduri turistice.
În perioada comunistă, imobilul din str. Batiștei nr. 24A a fost utilizat pentru activități de protocol și în unele încăperi erau depozitate obiecte de artă ale Gospodăriei Partidului Comunist.
Începând din februarie 1990, palatul găzduiește sediul Asociației „21 decembrie 1989”. În perioada 1992-1996, în acest imobil și-a desfășurat activitatea Convenția Democrată din România.
Imobilul a fost construit în anul 1900 de un mare proprietar și industriaș, Herman Spayer și a avut apoi mai mulți proprietari (printre care și Banca Marmorosch Blank) fiind naționalizat în perioada comunistă.

## Descriere
Decorațiile fațadelor, echilibrul volumelor care îl compun fac din acest palat un interesant monument de arhitectură a Capitalei. Interioarele ample sunt bogat ornamentate cu stucaturi, bronzuri, coloane de marmură, lambriuri din lemn și tapet din mătase sau alte materiale textile valoroase. Băile sunt decorate cu faianță desenată manual, iar pereții și tavanele mai multor încăperi sunt pictați cu vopsea în ulei.
Imobilul este dezvoltat pe demisol, parter, etaj și mansardă cu o suprafață desfășurată utilă de 960 metri pătrați.
Din subsolul imobilul pornesc mai multe galerii subterane pe sub străzile din jur, una din aceasta ducând prin subtraversarea străzii Batiștei, spre clădirea Curții Supreme de Justiție.
În anul 1997, în curtea imobilului a fost amplasat bustul din bronz al politicianului țărănist Corneliu Coposu.

## Istoric
Imobilul, situat în strada Batiștei nr. 24 A, a fost ridicat în anul 1900, dată indicată pe cartușul zidit pe fațada peronului de la intrarea principală. Proprietarul, Herman Spayer, a apelat la celebrul arhitect Louis Blanc pentru a realiza o construcție elegantă, stil Ludovic al XV-lea. Clădirea concepută pentru o familie deosebit de bogată, are trei intrări. O intrare principală, unde se opreau trăsurile cu musafiri de seamă sau rudele proprietarilor, o alta laterală, în apropierea serei și o alta în spatele vilei, care comunica, printr-o scară de marmură, cu toate încăperile. Arhitectul s-a ocupat și de decorația interioară a locuinței, din care au mai rămas lustre, policandre, șemineuri cu feronerii, tapetul din mătase, dar și patru picturi, de mari dimensiuni.
Arhitectul Blanc a apelat la colegul său Ion D.Berindei, pentru a construi, în curtea vilei, grajduri pentru caii proprietarului. Această clădire a suferit modificări radicale, aici funcționând în prezent un institut de învățământ superior. 
Interioarele clădirii sunt degradate, dar decorația plafonului din salonul mare fiind refăcute acum câteva decenii, poate fi admirată. Sunt reprezentate două grupuri de îngerași plutind pe nori albi, diafani. Pictorul a semnat „Marechal Paris 19( )”.
Criticul de artă Petre Oprea, care a studiat picturile opinează că tavanul are o calitate artistică inferioară celorlalte trei picturi realizate pe pânză marflată și care reprezintă mai multe scene galante, în genul lui Watteau și Fragonard - dacă nu cumva vor fi chiar copii după lucrări ale acestora -, picturi dintre care două sunt plasate în pandant față de fereastra dinspre stradă, iar a treia, pe peretele opus, deasupra căminului. Autorul lor este necunoscut, dar e cert, tot un artist francez, mult mai dotat ca meșteșug decât Marechal. Alături de aceste picturi, sigur realizate între 1900-1902, singurele vestigii de acest gen rămase din decorația murală inițială, datorită deselor transformări impuse de capriciile proprietarilor succesivi, se mai păstrează, de la o redecorare efectuată câțiva ani mai târziu, o friză ce acoperă trei pereți ai fostului bar, redând scene din viața curtezanelor. Pictura (ulei pe zid), a fost executată, în 1908, de Francisc Vodak - semnatarul multor decorații murale din locuințe bucureștene între anii 1920-1930 ,cu scăderi în privința desenului, coloritului și perspectivei.

## Proprietari
În 1904, când s-a hotărât transformarea Băncii Marmorosch Blank în societate anonimă pe acțiuni sub denumirea de Societatea de Credit, din consiliul de administrație al Băncii făcea parte și Herman Spayer, mare proprietar, (care deținea și imobilul din Batiștei), alături de Mauriciu Blank, Take Protopopescu și alții.
În 1918, la adresa din strada Batiștei nr.24 A, figurează ca proprietar Herman Stayer , dar în cărțile de telefon ale vremii - Dna Margot Spayer. 
Victoria Dragu Dimitriu, nepoata fostului primar Ion Procopie Dumitrescu, ce locuia pe Batiștei la numărul 25, într-o casă care nu mai există, a povestit (cu unele inexactități datorate trecerii vremii) în 2004, în paginile unei cărți de memorialistică despre proprietarii și imobilul din Batiștei nr. 24A: "Casa de vizavi, acolo unde se află bustul lui Coposu în curte, are etaj și aparținea... fetei lui Marmorosch-Blanc, doamna Spayer. A avut și ea o fată, care s-a măritat cu un creștin, Geani, și au emigrat, au plecat în străinătate, avea doi copii și am fost prietenă cu ea. Pe doamna Spayer am cunoscut-o foarte puțin. E o casă cu două etaje. Am fost înăuntru. Mie nu-mi plăcea cum era mobilată. Prea greoaie. Îmi plăceau casele mai aerisite, adică nu cu multă mobilă. Dar arhitectura era mai reușită decât interiorul, după părerea mea".
În documentele vremii, dar și pe unele ilustrate din anii '30, numele palatului, respectiv al proprietarului apare ortografiat sub diverse forme: Speyer, Spayer, Speier etc.